# Valentina Kevlian
Valentina Kevliyan (née le 11 mars 1978 à Plovdiv) est une gymnaste rythmique bulgare.

## Biographie
Valentina Kevlian remporte aux Jeux olympiques d'été de 1996 à Atlanta la médaille d'argent par équipe avec Ina Delcheva, Maria Koleva, Maya Tabakova, Ivelina Taleva et Viara Vatashka.

## Palmarès

### Jeux olympiques
- Atlanta 1996
  -  médaille d'argent par équipe.

### Championnats du monde
- Budapest 1996
  -  médaille d'or par équipe.
- Vienna 1995
  -  médaille d'or par équipe.
- Paris 1994
  -  médaille de bronze par équipe.